# Platysoma retrospectum
Platysoma retrospectum är en skalbaggsart som beskrevs av Sylvain Auguste de Marseul 1879. Platysoma retrospectum ingår i släktet Platysoma och familjen stumpbaggar. Inga underarter finns listade i Catalogue of Life.